# アニマル天国は今日も晴れ
『アニマル天国は今日も晴れ』（アニマルてんごくはきょうもはれ、原題：Father of the Pride）は、2004年8月31日から2005年5月27日までにアメリカ合衆国のNBCより放送されたCGIテレビアニメ。全15話。ドリームワークス・アニメーション制作。
日本では2005年1月1日から同年1月8日までにWOWOWより全13話放送されている。びゅーちふるずが歌う日本語版のイメージソング「オフロ・パラダイス」も制作された。

## 登場するキャラクター
ラリー（Larry）
声 - ジョン・グッドマン / 吹替 - 岩崎ひろし
太った白いライオン。人間でいうと中年男性にあたる。
ケイト（Kate）
声 - シェリル・ハインズ / 吹替 -亀井芳子
サーモティの娘で、ラリーの妻。
ジークフリート（Siegfried）
声 - ジュリアン・ホロウェイ / 吹替 - 木下浩之
ジークフリート&ロイ・ショーの手品師。ロイとはよく喧嘩する。
ロイ（Roy）
声 - デヴィッド・ハーマン / 吹替 - 清水明彦
ジークフリート&ロイ・ショーの調教師。
サーモティ（Sarmoti）
声 - カール・ライナー / 吹替 - 藤本譲
ケイトの父で、ラリーのことを嫌っている。そのため、娘が彼と結婚したことについては失望している。かつてはジークフリート&ロイ・ショーの花形だった。
シエラ（Sierra）
声 - ダニエル・ハリス / 吹替 - 笹森亜希
ラリーとケイトの娘。人間でいうと16歳。
ハンター（Hunter）
声 - ダリル・サバラ / 吹替 - 武田佳子
ラリーとケイトの息子。自分を噛むのを防ぐために、いつもプラスチック製のエリザベスカラーをしている。
スナック（Snack）
声 - オーランド・ジョーンズ / 吹替 - 河相智哉
ラリーの親友であるゴーファー。

## スタッフ
- 製作：ドリームワークス・アニメーション、NBC
- 製作総指揮：ジェフリー・カッツェンバーグ、ジョン・ボラック、ジョナサン・グロフ、ピーター・メールマン

## 各話リスト
1. パパのスター誕生秘話（Larry's Debut, and Sweet Darryl Hannah Too）
2. おじいちゃんが越してきた（Sarmoti Moves In）
3. 負け犬女になりたくない（What's Black and White and Depressed All Over?）
4. 娘を信じられないの？（Catnip and Trust）
5. ドンキーがやってきた（Donkey）
6. ロブスターにもトイレを！（And the Revolution Continues）
7. 倦怠期には泥棒を？（Possession）
8. ダイエット中につき危険（One Man's Meat Is Another Man's Girlfriend）
9. どっちが本物？サーモティ（Rehabilitation）
10. 選挙とコーンと七面鳥（Thanksgiving Episode）
11. とかく男は懲りないもの（Road Trip）
12. パパはステージ恐怖症（Stage Fright）
13. やっぱり君がいちばん（アメリカでは未放送）

## 放送局
| 放送地域 | 放送局 | 放送期間              | 放送日時                 |
| -------- | ------ | --------------------- | ------------------------ |
| 日本全域 | WOWOW  | 2005年1月1日 - 1月8日 | 日曜 10時00分 - 10時30分 |